# Station Sidotopo
Sidotopo is een spoorwegstation in de Indonesische provincie Oost-Java.